# Serhij Bałanczuk
Serhij Ołeksandrowycz Bałanczuk, ukr. Сергій Олександрович Баланчук (ur. 31 marca 1975 w Kijowie; zm. na początku lipca 2022 pod Bachmutem) – ukraiński piłkarz, grający na pozycji obrońcy.

## Kariera piłkarska

### Kariera klubowa
Wychowanek szkółki piłkarskiej Dynama Kijów. W 1992 rozpoczął karierę piłkarską w drugiej drużynie Dynama. W czerwcu 1993 został wypożyczony do CSKA Kijów. 13 sierpnia 1995 debiutował w podstawowym składzie Dynama Kijów. Latem 1996 wyjechał do Izraela, gdzie bronił barw Maccabi Hajfa. Na początku 1999 powrócił do Dynama, a latem 1999 podpisał kontrakt z Worskłą Połtawa, w którym od 2002 pełnił funkcje kapitana drużyny. Na początku 2003 przeniósł się do Metalista Charków, w którym zakończył karierę piłkarską.
Po zakończeniu kariery piłkarskiej uzyskał dyplom prawnika, a w 2004 rozpoczął pracę w swojej specjalności. Pracował jako wspólnik w Kancelarii Prawnej „VS i Partners” Sp. z o.o., pełnił funkcję arbitra stałego sądu polubownego przy Związku Banków Ukraińskich.
Pod koniec kwietnia 2022 został powołany do Sił Zbrojnych Ukrainy. Na początku lipca 2022 roku zginął w wyniku ostrzału artyleryjskiego przez rosyjskich okupantów na początku lipca 2022 w obwodzie donieckim.

### Kariera reprezentacyjna
Występował w młodzieżowej reprezentacji Ukrainy. Ogółem rozegrał 2 spotkania.

## Sukcesy

### Sukcesy klubowe
- mistrz Ukrainy: 1996
- zdobywca Pucharu Ukrainy: 1996
- mistrz Pierwszej Lihi: 1999
- zdobywca Pucharu Izraela: 1998

## Odznaczenia
- Order „Za odwagę” III Klasy (pośmiertnie) – 2022[4]